# František Lobkowicz

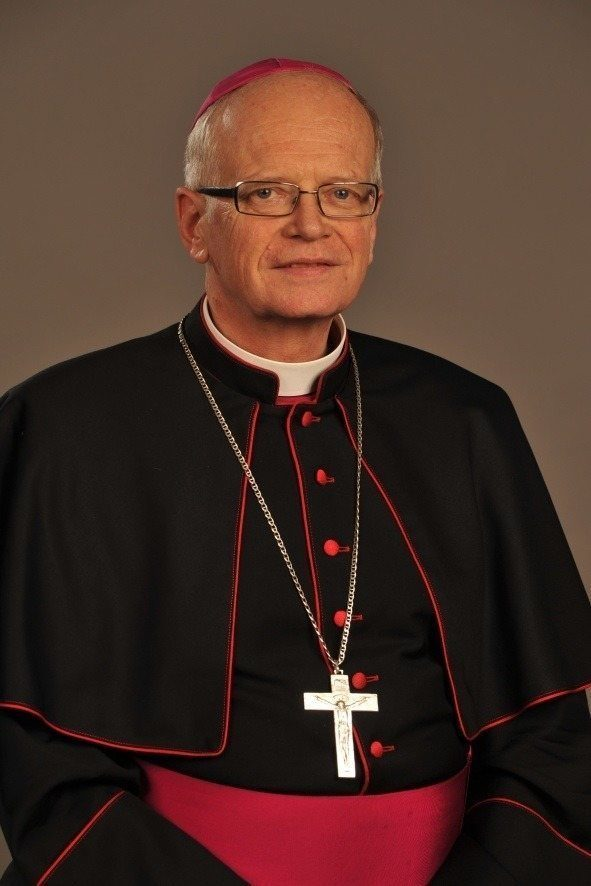
František Lobkowicz (2017)

František Lobkowicz OPraem (* 5. Januar 1948 in Pilsen; † 17. Februar 2022 in Ostrava) war ein tschechischer Ordensgeistlicher und römisch-katholischer Bischof von Ostrau-Troppau.

## Familie
František Lobkowicz entstammte dem ältesten böhmischen Hochadelsgeschlecht der Lobkowicz. Seine Eltern waren Fürst Jaroslaw von Lobkowicz (1910–1985) und Gabrielle geb. Gräfin von Korff gen. Schmising-Kerssenbrock (1917–2008). Der älteste seiner vier Geschwister ist Jaroslav Lobkowicz (* 1942), Chef des Hauses Lobkowicz; sein Bruder Filip Zdeněk Lobkowicz ist ebenfalls Prämonstratenser und Abt von Stift Tepl.
Sein vollständiger Name war František z Assisi Karel Bedřich Klement Jaroslav Alois Leopold Gerhard Telesfor Odilio Jan Bosco Pavel Marie Václav Prinz von Lobkowicz.

## Leben
Nach dem Abitur studierte Lobkowicz zunächst an der Philosophischen Fakultät der Karls-Universität in Prag. Ab 1967 studierte er katholische Theologie am Priesterseminar von Leitmeritz und an der Leopold-Franzens-Universität in Innsbruck. 1968 trat er in den Prämonstratenserorden ein, wo er den Ordensnamen František annahm. Am 15. August 1972 empfing er in Prag die Priesterweihe, anschließend war er bis 1984 Kaplan in den schlesischen Städten Český Těšín, Frydek und Jablunkov tätig. Von 1984 bis 1990 war Lobkowicz Pfarrer in Ostrava.
Am 17. März 1990 wurde er von Papst Johannes Paul II. zum Titularbischof von Catabum Castra und Weihbischof in Prag ernannt. Die Bischofsweihe empfing er am 7. April 1990 im Veitsdom durch den Erzbischof von Prag, Kardinal František Tomášek; Mitkonsekratoren waren die Prager Weihbischöfe Jan Lebeda und Antonín Liška
In der Tschechischen Bischofskonferenz war er Mitglied der Abteilung für die katholische Erziehung, verantwortlich für die örtlichen Schulen. Er war der Präsident der Abteilung Wirtschaft und Recht, ab 2005 auch Vize-Präsident der Bischofskonferenz. Er war zudem Spiritual der tschechischen Pfadfinder.
Am 30. Mai 1996 ernannte Papst Johannes Paul II. ihn zum ersten Bischof des mit gleichem Datum neu gegründeten Bistums Ostrau-Troppau.
Seit 1990 war Lobkowicz auch Ehrenkaplan des böhmischen Großpriorats des Malteserordens. Von 1992 bis 2001 war er als Apostolischer Delegat der Großmeister der Kreuzherren mit dem Roten Stern. Seit 2005 war er geistlicher Großprior des böhmischen Großpriorats des „Lazarus-Ordens“.
Am 26. November 2011 spendete er seinem leiblichen Bruder Filip Zdeněk Lobkowicz die Abtsbenediktion zum Abt von Stift Tepl.
František Lobkowicz starb am 17. Februar 2022 nach längerer Krankheit im Alter von 74 Jahren.

## Bischofswappen
Als Weihbischof führte František Lobkowicz ein Wappen, dem das gemehrte Familienwappen des Hauses Lobkowicz von 1479 zugrunde gelegt wurde. Jenes war geviert: Felder 1 und 4 sind unter rotem Schildhaupt silbern ohne Bild (Stammwappen), Felder 2 und 3 zeigen einen schräglinks liegenden goldbewehrten schwarzen Adler, dessen Brust mit einer goldenen Leiste belegt ist. Das Bischofswappen zeigt in Silber unter rotem Schildhaupt den schräglinks liegenden goldbewehrten schwarzen Adler, dessen Brust mit einer goldenen Leiste belegt ist. Über dem Wappenschild der grüne Galero mit jeweils 6 fiochi (Quasten), darunter das Band mit dem Wahlspruch.
Als Diözesanbischof führte František Lobkowicz einen gevierten Schild: Felder 1 und 4 mit dem Bistumswappen von Ostrau-Troppau; Feld 2 das Stammwappen Lobkowicz; Feld 3 der aus dem Lobkowicz-Familienwappen von 1479 stammende schräglinks liegende goldbewehrte schwarze Adler, dessen Brust mit einer goldenen Leiste belegt ist.
František Lobkowicz’ Wahlspruch „Pro vita mundi“ („Für das Leben der Welt“) entstammte dem Johannesevangelium (Joh 6,51 ).

Lobkowitz Stammwappen aus dem Scheiblerschen Wappenbuch
Wappen von František Lobkowicz als Weihbischof in Prag
Wappen von František Lobkowicz als  Bischof von Ostrau-Troppau